# Liste des députés de la Communauté germanophone de Belgique (2014-2019)
Pour les articles homonymes, voir Liste des députés de la Communauté germanophone de Belgique.
|       |                                                                                    |         |  |  |  |  |  |  |  |  |  |  |  |  |
| Parti | Parti                                                                              | Députés |  |  |  |  |  |  |  |  |  |  |  |  |
|       | Christlich Soziale Partei (CSP) (fr) Parti social-chrétien                         | 7       |  |  |  |  |  |  |  |  |  |  |  |  |
|       | ProDG                                                                              | 6       |  |  |  |  |  |  |  |  |  |  |  |  |
|       | Sozialistische Partei (SP) (fr) Parti socialiste                                   | 4       |  |  |  |  |  |  |  |  |  |  |  |  |
|       | Partei für Freiheit und Fortschritt (PFF) (fr) Parti pour la liberté et le progrès | 4       |  |  |  |  |  |  |  |  |  |  |  |  |
|       | Ecolo                                                                              | 2       |  |  |  |  |  |  |  |  |  |  |  |  |
|       | Vivant                                                                             | 2       |  |  |  |  |  |  |  |  |  |  |  |  |

La liste des députés pour la législature 2014-2019 au Parlement de la Communauté germanophone de Belgique se compose comme suit, à la suite des élections régionales belges de 2014.
Un député est délégué au sénat comme sénateur ().

## Bureau (Präsidium)

### Président
- Karl-Heinz Lambertz (SP)

### Vice-présidents
1. Robert Nelles (CSP)
2. Lydia Klinkenberg (ProDG)
3. Alexander Miesen (PFF)

### Secrétaires
1. Petra Schmitz (2015) remplace Friedhelm Wirtz (ProDG)
2. Herbert Grommes (CSP)

## Membres élus directement

### Groupe CSP (7)
1. Gerd Völl remplace Mirko Braem remplace Pascal Arimont
2. Patricia Creutz-Vilvoye
3. Stephanie Pauels remplace (2018) Marion Dhur
4. Sandra Houben-Meessen remplace (12.2018) Luc Frank[1]
5. Jérôme Franzen remplace (2017) Daniel Franzen
6. Patrick Knops remplace Herbert Grommes
7. Robert Nelles

### Groupe SP (4)
1. Karl-Heinz Lambertz
2. Kirsten Neycken-Bartholemy
3. Marcel Strougmayer (2015) remplace Louis Siquet
4. Charles Servaty remplace Edmund Stoffels

### Groupe PFF (4)
1. Gregor Freches
2. Evelyn Jadin
3. Alexander Miesen
4. Christoph Gentges remplace Isabelle Weykmans[2]

### Groupe ProDG (6)
1. Lydia Klinkenberg
2. Wolfgang Reuter remplace Harald Mollers[2]
3. Freddy Cremer remplace Oliver Paasch[2]
4. Petra Schmitz
5. Alfons Velz
6. Liesa Scholzen (2015) remplace Friedhelm Wirtz

### Groupe Ecolo (2)
1. Marc Niessen remplace Franziska Franzen
2. Freddy Mockel

### Groupe Vivant (2)
1. Michael Balter
2. Alain Mertes remplace Linda Nix

## Mandataires avec voix consultative
- Pascal Arimont (CSP) (depuis 2014)
- Kattrin Jadin (PFF) (depuis 2006)
- Edmund Stoffels (SP) (depuis 2009)
- Jennifer Baltus-Möres (PFF) (depuis 2014)
- Alfred Ossemann (SP) (depuis 2012)
- Jacques Schrobiltgen remplace (2019) Anne Marenne-Loiseau (CSP) (depuis 2014)
- Michel Neumann remplace (2019) Hans Niessen (Ecolo) (depuis 2014)
- Yves Derwahl remplace (2019) Bernard Zacharias (PFF) (depuis 2014)